# Чернявский, Николай Николаевич
Никола́й Никола́евич (Мико́ла) Черня́вский (бел. Мікала́й Мікала́евіч (Міко́ла) Чарня́ўскі; род. в 1943) — белорусский советский писатель. Член Союза писателей СССР (1972). Заслуженный деятель культуры Республики Беларусь (2019). Лауреат Премии имени Янки Мавра (1995). Лауреат Премии Золотой купидон (2009).

## Биография
Родился 16 января 1943 года в крестьянской семье в д. Буда-Люшевская Буда-Кошелевского района Гомельской области.
В 1966 году окончил вечернее отделение филологического факультета Белорусского государственного университета. Одновременно с учёбой работал редактором Белорусского радио. В 1966—1988 годах — литературный работник детского литературного журнала «Берёзка», затем — старший редактор отдела, ответственный секретарь. С 1989 года — литературный редактор детского журнала «Вясёлка».

## Творчество
Дебютировал стихами в 1958 году (газета «Піянер Беларусі»). Известен как автор стихов и прозы для детей. Издал сборники сатиры и юмора. Является автором текстов ряда пионерских песен и кантат. Перевёл на белорусский язык отдельные произведения писателей народов СССР — Г. Гуляма, М. Миршакара, Т. Уметалиева, А. Токтомушева, М. Мревлишвили, Р. Фархади, Н. Джундубаевой, А. Рахмонова, Х. Мянд, Г. Сарьяна, Х. Али, А. Чакану, Ю. Семендера, П. Глазового, П. Рабра, А. Ющенки, В. Юхимовича, В. Моруги и других.

### Книги поэзии для детей
- бел. «Дзе лета канчаецца» («Где лето кончается») (1963)
- бел. «Апошні бой» («Последний бой») (1967)
- бел. «Сонца ў хованкі гуляе» («Солнце в прятки играет») (1970)
- бел. «Кліча горн» («Зовёт горн») (1974)
- бел. «Адрас наш — дзіцячы сад» («Адрес наш — детский сад») (1975)
- бел. «Парад» («Парад») (1976)
- бел. «Залатая ніва» («Золотая нива») (1977)
- бел. «Дзе пяцёркі прадаюцца?» («Где пятерки продаются?») (1978)
- бел. «Я збіраюся на БАМ» («Я собираюсь на БАМ») (1979)
- бел. «Хто сябруе з добрым днём?» («Кто дружит с добрым днём?») (1981)
- бел. «Звініць званок…» («Звинит звонок…») (1982)
- бел. «Зоркі-зорачкі» («Звёзды-звёздочки») (1984)
- бел. «Навечна з сонцам» («Навсегда с солнцем») (1986)
- бел. «Аб чым пяе крынічка» («О чём поёт родничок») (1989)
- бел. «Чаго баіцца зубр? : Вяселыя вершы, казкі» («Чего боится зубр? : Весёлые стихи, сказки») (1994)
- бел. «Сеў Аўторак у аўто...» («Сел вторник в авто...») (1997)
- бел. «Хто пакрыўдзіў кракадзіла? : Вершы. Казкі. Прымаўлянкі-забаўлянкі. Скарагаворкі. Загадкі. Лічылкі — Ад суму лячылкі» («Кто обидел крокодила? : Стихи. Сказки. Приговорки-забавки. Скороговорки. Загадки. Считалки») (2003)
- бел. «На каго сварыўся гром : Вершы і казкі» («На кого гневался гром : Стихи и сказки») (2003)
- бел. «Сонечны кошык : вершы, казкі, прымаўлянкі-забаўлянкі, скорагаворкі, лічылкі, загадкі» («Солнечное лукошко : стихи, сказки, приговорки-забавки, скороговорки, считалки, загадки») (2009)
- бел. «Колькі ў сонейка сяброў! : апавяданні-гумарынкі, вяселыя вершы, казкі, скорагаворкі, лічылкі, загадкі, навагодняя казка-п'еса, песні» («Сколько у солнца друзей! : расскази-юморески, весёлые стихи, сказки, скороговорки, считалки, загадки, новогодняя сказка-пьеса, песни») (2009)
- бел. «Як зрабіць вясёлым дзень : вершы, казкі, гумарынкі» («Как сделать весёлым день : стихи, сказки, юморинки») (2012)
- бел. «Ці растуць грыбы ў Грыбна : вершы, прымаўлянкі-забаўлянкі, загадкі, шарады, казкі» («Растут ли грибы в Грибно : стихи, приговорки-забавки, загадки, шарады, сказки») (2012)
- бел. «Села Мурка на падмурку : вершы, скорагаворкі, каламбуры, лічылкі, казкі» («Села Мурка на фундамент : стихи, скроговорки, каламбуры, считалки, сказки») (2013)

### Сборники прозы для детей
- бел. «Бегунок пачынае думаць» («Бегунок начинает думать») (1965)
- бел. «Акадэмія … на колах, альбо За вясёлкай наўздагон» («Академия … на колёсах, или За радугой вдогонку») (1990)
- бел. «Босая кавалерыя : аповесці, апавяданні» («Босая кавалерия : повести, рассказы») (2013)

### Сборники поэзии
- бел. «Чалавечнасць» («Человечность») (1971)
- бел. «Трывога» («Тревога») (1988)

### Книги сатиры и юмора
- бел. «Казёл-моднік» («Козел-модник») (1978)
- бел. «І не косяць, і не жнуць…» («И не косят, и не жнут…») (1982)
- бел. «Камар на матацыкле» («Комар на мотоцикле») (1985)
- бел. «Нашто бабе агарод?» («Зачем бабе огород?») (1989)
- бел. «Лёкса ў люксе : Сатыра, гумар» («Лёкса в люксе : сатира, юмор») (1993)
- бел. «У трох соснах... : Сатыра, гумар, лірыка» («В трёх соснах : сатира, юмор, лирика») (1996)
- бел. «Прызба, альбо Смяяцца — не плакаць : лірыка, сатыра, гумар» («Завалинка, или Смеяться — не плакать : лирика, сатира, юмор») (2012)

### В переводе на русский язык
- Чернявский, М. Огненная баллада: для мл. школ. возраста / М. Чернявский; пер. с белорус. И. Мазнина; худ. В. Голатенко. — Москва : Детская литература, 1991. — 30 с. : ил. — ISBN 5-08-000571-8.

## Награды и звания
- Медаль Франциска Скорины (2007)
- Заслуженный деятель культуры Республики Беларусь (2019)[2]
- Премия имени Янки Мавра (1994)
- Премия Золотой купидон (2009)